# Mojmír Mamojka
Mojmír Mamojka (* 29. července 1950 Zvolen) je slovenský právník, vysokoškolský pedagog a veřejný činitel.

## Životopis
V letech 1965–1968 studoval na střední všeobecně vzdělávací škole ve Zvolenu, pak mezi roky 1968–1973 na Právnické fakultě UK v Bratislavě. Roku 1985 získal vědeckou hodnost kandidáta věd, roku 1998 se habilitoval a v roce 1999 byl jmenován profesorem. V praxi působil nejdříve v letech 1973–1975 působil jako právník čekatel na Městské prokuratuře v Bratislavě, poté do roku 1977 jako podnikový právník, od 1977 do 1985 jako vedoucí majetkově-právního oddělení ministerstva financí. V roce 1985 se vrátil do akademické sféry, stal se odborným asistentem Právnické fakulty UK v Bratislavě, 1991–1997 byl vedoucím katedry a poté až do roku 2003 děkanem fakulty.
Od roku 2006 je poslancem Národní rady za SMER-SD a předsedou ústavněprávního výboru. Od roku 2006 byl také děkanem Fakulty práva Janka Jesenského na Vysoké škole Danubius ve Sládkovičovu. Česká média ho podezírala, že umožnil nestandardní získání doktorátu práv významnému českému politikovi Michalu Haškovi (ČSSD). Zástupci několika českých univerzit si na Fakultu práv Janka Jesenského Vysoké školy v Sládkovičovu několikrát veřejně stěžovali. Později se stal děkanem Právnické fakulty Univerzity Mateja Bela v Banské Bystrici.

## Ocenění
- Cena Slovenského literárního fondu
- Stříbrná medaile UK
- Medaile Ministerstva kultury ČR

## Dílo
- Správa národního majetku
- Obchodní zákoník v podnikatelské praxi